# وایکله (هاوایی)
وایکله (به انگلیسی: Waikele) یک منطقهٔ مسکونی در ایالات متحده آمریکا است که در هاوایی واقع شده‌است. وایکله ۲٫۸ کیلومتر مربع مساحت و ۷٬۴۷۹ نفر جمعیت دارد و ۶۷٫۰۶ متر بالاتر از سطح دریا واقع شده‌است.